# Cầu Godeok
Cầu Godeok (Tiếng Hàn: 고덕대교, Hanja: 高德大橋) hay Cầu Guri (Tiếng Hàn: 구리대교, Hanja: 高德大橋) là cây cầu bắc qua sông Hán với chiều dài 1.725m nối Godeok-dong, Gangdong-gu, Seoul và Topyeong-dong, Guri-si, Gyeonggi-do. Là một cây cầu đường cao tốc tạo thành Đường cao tốc Sejong–Pocheon, nó thuộc Đoạn 14 và nằm giữa Nút giao thông Namguri và Nút giao thông Gangdong. Chiều dài cầu khoảng 1.725 m, nhịp chính 540 m. Nhịp chính dài 540m tượng trưng cho 54 năm cuộc đời của Vua Sejong và có cùng chiều dài với Cầu Cảng Busan, một cây cầu dây văng ở Busan.
Vì nó là một phần của dự án xây dựng Đường cao tốc Sejong–Pocheon, còn được gọi là 'Đường cao tốc Gyeongbu thứ 2', Chính phủ sẽ quan tâm đến nó và hoàn thành vào năm 2024.

## Thông tin
- Tuyến đường: Đường cao tốc Sejong–Pocheon
- Băng qua: Sông Hán
- Vị trí: Gangdong-gu- Guri-si
- Thi công: Hyundai E&C
- Hoàn thành: 2023
- Loại cầu: Cầu dây văng (cầu dây văng bê tông)
- Nhịp chính: 540 m (Cầu dây văng bê tông nhịp dài nhất thế giới)

## Lịch sử
- 25 tháng 4 năm 2017: Việc xây dựng Đường cao tốc Sejong–Pocheon giữa Gwangju-Seongnam IC ~ S.Guri IC bắt đầu và bắt đầu cùng một lúc.
- 2023: Đoạn giữa Gwangju-Seongnam IC ~ S.Guri IC trên Đường cao tốc Sejong–Pocheon sẽ được hoàn thành và thông xe cùng lúc.